# Барнс Сити (Ајова)
Барнс Сити (енгл. Barnes City) град је у америчкој савезној држави Ајова. По попису становништва из 2010. у њему је живело 176 становника.

## Демографија
Према попису становништва из 2010. у граду је живело 176 становника, што је -25 (-12.4%) становника више него 2000. године.
| Група             | 2000.       | 2010.       |
| Белци             | 200 (99,5%) | 175 (99,4%) |
| Афроамериканци    | 1 (0,5%)    | 0 (0,0%)    |
| Азијати           | 0 (0,0%)    | 0 (0,0%)    |
| Хиспаноамериканци | 0 (0,0%)    | 0 (0,0%)    |
| Укупно            | 201         | 176         |